# Adriano Baffi
Adriano Baffi (ur. 7 sierpnia 1962 w Vailate) – włoski kolarz torowy i szosowy, srebrny medalista torowych mistrzostw świata.

## Kariera
Największym sukcesem w karierze Adriano Baffi jest zdobycie srebrnego medalu w wyścigu punktowym zawodowców podczas mistrzostw świata w Gandawie. W wyścigu tym uległ jedynie Danielowi Wyderowi ze Szwajcarii, a bezpośrednio wyprzedził Duńczyka Michaela Markussena. Nigdy wcześniej ani później Baffi nie zdobył medalu na międzynarodowej imprezie. Startował także w wyścigach szosowych - jego największe osiągnięcia to zwycięstwa w: Settimana Internazionale di Coppi e Bartali (1988), Giro della Provincia di Reggio Calabria (1989), Trofeo Pantalica (1990), Vuelta a Murcia i Challenge Ciclista a Mallorca (1995) oraz Circuit de la Sarthe (1996). Ponadto w 1993 roku wygrał trzy etapy Giro d'Italia i zwyciężył w klasyfikacji punktowej tej edycji wyścigu. Nigdy nie startował na igrzyskach olimpijskich.